# Міне Кондо
Міне Кондо (яп. 近藤ミネ; 1 вересня 1910 — 20 травня 2025) — японська довгожителька, вік якої підтверджено Групою геронтологічних досліджень (GRG) та Групою LongeviQuest (LQ). 26 квітня 2025 року, після смерті Окагі Хаясі вона стала найстарішою живою людиною в Японії та Азії і 3-ю найстарішою живою людиною у світі. Вона була 98 найстарішою підтвердженою людиною у світовій історії. Її вік становив 114 років, 261 день.

## Біографія
Міне Кондо народилася 1 вересня 1910 року в селі Ікума (зараз частина міста Тойота), префектура Айті. У 20 років вона вийшла заміж за фермера, у пари було 9 дітей (троє з них померли), наймолодшу дитину народила у віці 40 років.
Після одруження вона займалася сільським господарством та виховувала своїх дітей. Вона продовжувала займатися фермерством до 90 років, вирощуючи овочі на своїх полях.
У віці 101 року зламала стегно, вона могла штовхати візок вверх і вниз по крутому схилу до свого будинку. Приблизно через два роки у неї виникла кишкова непрохідність і їй зробили операцію, але вона досить швидко одужала.
Станом на серпень 2024 року, під час візиту Групи LongeviQuest (LQ), в неї було 16 внуків, 32 правнуки та 10 праправнуків. Проживала у будинку похилого віку неподалік від будинку своєї доньки в місті Кода, Префектура Айті, Японія.
У квітні 2025 року її госпіталізували через аспіраційну пневмонію.
Померла 20 травня 2025 року, у віці 114 років, 261 день. Після її смерті найстарішою живою людиною у Японії, стала Масу Усуї, яка померла на наступний день.

## Рекорди довгожителя
- 1 вересня 2024 року стала 58-ю найстарішою людиною в Японії та 224-ю найстарішою людиною у світу, яка досягла 114-річчя.
- 29 грудня 2024 року, після смерті Томіко Ітооки стала 2-ю найстарішою живою людиною у Японії, після Окагі Хаясі та 5-ю найстарішою живою людиною у світі.
- 26 квітня 2025 року, після смерті Окагі Хаясі, стала найстарішою живою людиною у Японії[14] та 4-ю найстарішою живою людиною у світі.
- 30 квітня 2025 року, після смерті Іни Канабарро Лукас, стала 3-ю найстарішою живою людиною у світі.
- 12 травня 2025 року увійшла до 100 найстаріших підтверджених людей у світі.